# Tamires Crude
Tamires Crude (12 de enero de 1994) es una deportista brasileña que compite en judo. Ganó una medalla de plata en el Campeonato Panamericano de Judo de 2018, en la categoría de –57 kg.

## Palmarés internacional
| Campeonato Panamericano | Campeonato Panamericano | Campeonato Panamericano | Campeonato Panamericano |
| Año                     | Lugar                   | Medalla                 | Categoría               |
| ----------------------- | ----------------------- | ----------------------- | ----------------------- |
| 2018                    | San José (Costa Rica)   | Medalla de plata        | –57 kg                  |